# Carvalho Leite
Carlos Antônio Dobbert de Carvalho Leite, detto Carvalho Leite (Niterói, 26 maggio 1912 – Rio de Janeiro, 19 luglio 2004), è stato un calciatore brasiliano, di ruolo attaccante.

## Caratteristiche tecniche
Giocava come attaccante, e grazie alle sue capacità di finalizzazione vinse per cinque volte il titolo di capocannoniere del Campionato Carioca (1931, 1935, 1936, 1938 e 1939), classificandosi al secondo posto tra i migliori marcatori della storia del Botafogo.

## Carriera

### Club
Grazie alla sua partecipazione alle vittorie del 1930, 1932, 1933, 1934 e 1935 e dei Torneio Início del 1934 e del 1938 e alla sua assidua presenza in maglia alvinegra, Carvalho Leite divenne uno degli idoli del club.
Vestendo la maglia numero 9 do Botafogo, durante il Campionato Carioca del 1930, a 18 anni, segnò 14 reti in 20 gare, diventando il miglior marcatore di quella stagione; nel corso della carriera, diventò il miglior realizzatore della storia del club con 273 reti, prima di essere superato da Quarentinha e dai suoi 312 gol.
Nel maggio 1941 subì un grave infortunio che causò il suo ritiro dal calcio giocato, a soli 29 anni. Negli anni quaranta divenne il medico del Botafogo, ricoprendo per quattro volte il ruolo di allenatore della squadra.

### Nazionale
Con la Nazionale di calcio del Brasile giocò 10 partite officiali mettendo a segno 7 reti, partecipando ai mondiali di Uruguay 1930 e Italia 1934 e il Sudamericano de 1937 (secondo posto per il Brasile dopo l'Argentina).

## Palmarès

### Club

#### Competizioni nazionali
- Campionato Carioca: 5

Botafogo: 1930, 1932, 1933, 1934, 1935
- Torneio Início do Rio de Janeiro: 2

Botafogo: 1934, 1938

### Individuale
- Capocannoniere del Campionato Carioca: 5

1931 (13 gol), 1935 (16 gol), 1936 (15 gol), 1938 (16 gol), 1939 (22 gol)